# 市村光恵

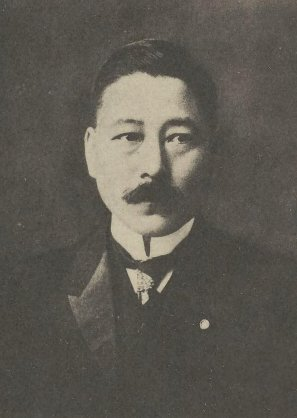
市村光恵

市村 光恵（いちむら みつえ、1875年（明治8年）8月5日 - 1928年（昭和3年）9月27日）は、日本の憲法学者、政治家。京都市長。

## 略歴
1875年（明治8年）8月5日、高知県高岡郡蓮池村芋岡（現：土佐市）に生まれる。1894年（明治27年）高知尋常中学校、1902年（明治35年）東京帝国大学法科大学独法科を卒業。
東京帝国大学講師になる。1903年（明治36年）京都帝国大学助教授に、1909年（明治42年）京都帝国大学教授に就任。翌年、法学博士の学位を受く。昭和2年（1927年）京都市長に選任されたため、大学を退官し、名誉教授となる。昭和3年（1928年）9月27日、54歳で死去。墓は京都市上賀茂大乗寺境内。

## 主な著作
- 帝國憲法論 （昭和2年、有斐閣） NDLJP:1080997
- 国家及国民論
- 医師の権利義務
- 普通教育憲法大意